# 부충
부충(중국어: 傅忠, 생년 미상 - 1394년 12월 20일)은 명나라의 부마도위이다. 숙주 사람이고, 명 태조의 9녀 수춘공주의 남편이다. 영국공 부우덕의 장남이다.
홍무 19년 3월 10일 (1386년 4월 9일), 수춘공주가 부충에게 하가했기 때문에, 부충은 부마도위로 봉해졌다. 수춘공주는 명 태조의 사랑을 받아, 우장현에 120여 경의 좋은 밭과 연간 8천 석을 하사받았는데, 이는 다른 공주의 몇배를 훨씬 웃돈다. 수춘공주와 부충의 사이에는 외아들 부언이 있다. 홍무 21년 6월 29일 (1388년 8월 1일), 수춘공주가 사망하였다. 홍무 27년 11월 을축일 (1394년 12월 20일), 동지 연회에서 부우덕이 한 가지 반찬을 먹지 않자, 명 태조는 부우덕이 불경하다고 비난하며 "네 두 아들을 불러오너라"고 했다. 부우덕이 나가자, 위사는 "그들의 머리를 들고 돌아오라"는 명 태조의 말을 전했다. 부우덕이 두 아들의 머리를 들고 돌아오자, 명 태조는 "벌써요? 참 잔인한 사람이군요"라고 했다. 부우덕은 소매에 든 비수를 꺼내며 "우리 부자의 머리를 원했을 뿐이군요"라고 말했다. 그래서 스스로 목을 매었다. 명 태조는 크게 노하여 부우덕의 가족을 요동과 운남의 땅으로 보내버렸고, 자신의 외손자이자 부충의 아들인 부언만 남겼다.

## 참고자료
- 《명실록 · 명태조실록》
- 《명사 · 공주전》